# 札幌大谷大学短期大学部
札幌大谷大学短期大学部（日语：／ Sapporo Ohtani Daigaku Tankidaigakubu *），简称 SOJC ，是一所位于日本 北海道札幌市东区的私立短期大学。前札幌大谷短期大学（日语：／ Sapporo Ohtani Tankidaigaku *）。

## 概要

### 简介
- 源流成立于1906年[1][2]。短期大学为于1961年开办[2]、由学校法人札幌大谷学园经营、来源于亲鸾的净土真宗 [3]。为男女同校从2010年。「如实知见」为学园训。

### 历史
- 1961年 札幌大谷短期大学成立并同时设置一个学科即保育科[2]。
- 1964年 两个学科成立、以下列举（但各自招生到于2011年）[2]。
  - 音乐科
  - 美术科
- 1966年 两个专攻成立于专科、以下列举[2]。
  - 音乐专攻（但招生到于2007年）
  - 美术专攻（但招生到于2011年）
- 2000年 专科的学制延长从1年至2年。全专攻为大学评价学位授予机构的批准机构[2]。
- 2007年 改校名为札幌大谷大学短期大学部[2]。
- 2010年 开始招收男学生在保育科和美术科[2]。

### 宪章
- 请参看札幌大谷大学短期大学部的标志 （页面存档备份，存于） （日語） 2014年2月21日阅览。

## 学校环境
- 校区：在北海道札幌市东区

## 历任校长
- 寺本惠真：第一代短期大学校长[4]。
- 岩城孝宪：现在短期大学校长[5]

## 组织

### 学科
- 保育科

### 前学科
| - 音乐科 - 美术科 |

### 专科
| - 保育专攻 |

### 前专科
| - 音乐专攻 - 美术专攻 |

### 业余课程
| - 没有 |

### 附属学校
- 原札幌大谷短期大学付属幼儿园 [6]

## 知名校友
- 一铁久美子：女高音歌手
- 大友幸世：声乐家
- 工藤笃子：福音歌手
- 泽田悦子：北翔大学短期大学部准教授、音乐疗法士
- 山川彩子：北翔大学短期大学部讲师、画家
- 水口理惠子：插画家
- 中川广子：映画监督
- 林弓枝：2006年冬季奥林匹克运动会冰壶运动员
- ひだのかな代：插画家
- 宫崎词美：横滨美术短期大学和横浜美术大学准教授、绘本作家。
- 宫田あやこ:歌手

## 相关链接
- 日本短期大学列表
- 函馆大谷短期大学
- 带广大谷短期大学